# Talbrücke Exter
Die Talbrücke Exter (auch Extertalbrücke oder auch Exter-Talbrücke) ist eine Autobahnbrücke im Zuge der deutschen Bundesautobahn 2 im Ortsteil Exter der Stadt Vlotho in Nordrhein-Westfalen. 
Sie besteht mittlerweile aus zwei separaten Brückenbauwerken mit einer Länge von jeweils 202,50 bzw. 235,50 m Länge und überquert die Landesstraße 772, den Mühlenbach und einen Wirtschaftsweg. 1991 wurde die Brücke in die Denkmalliste der Reichsautobahnzeit aufgenommen.

## Geschichte
Gebaut wurde die ursprüngliche Brücke zwischen 1938 und 1939. Am 23. September 1939 wurde der über die Brücke führende Abschnitt der heutigen A 2 zwischen Bad Salzuflen und Bad Nenndorf für den Verkehr freigegeben, zunächst nur für den „Dienstverkehr“. Am 13. November 1940 war der Abschnitt zweibahnig ausgebaut. Die Brücke bestand ursprünglich aus neun Bögen mit einer Spannweite von jeweils 22,50 m. Hergestellt wurde sie aus unbewehrtem Beton, welcher außen mit Naturstein aus Muschelkalk verblendet wurde. Durch diese Verblendung wurde dem sich in dieser Zeit immer mehr durchsetzenden Hang zur Monumentalarchitektur Rechnung getragen, da der Eindruck einer Steinbogenbrücke erweckt wurde. 

## Die erste Modernisierung
In den Jahren 1963 und 1964 war die Anpassung an das steigende Verkehrsaufkommen erforderlich. Die Brücke wurde mit einer 20,70 m breiten Betonplatte versehen, welche an den Seiten über das ursprüngliche Viadukt hinausragte. 

## Die zweite Modernisierung

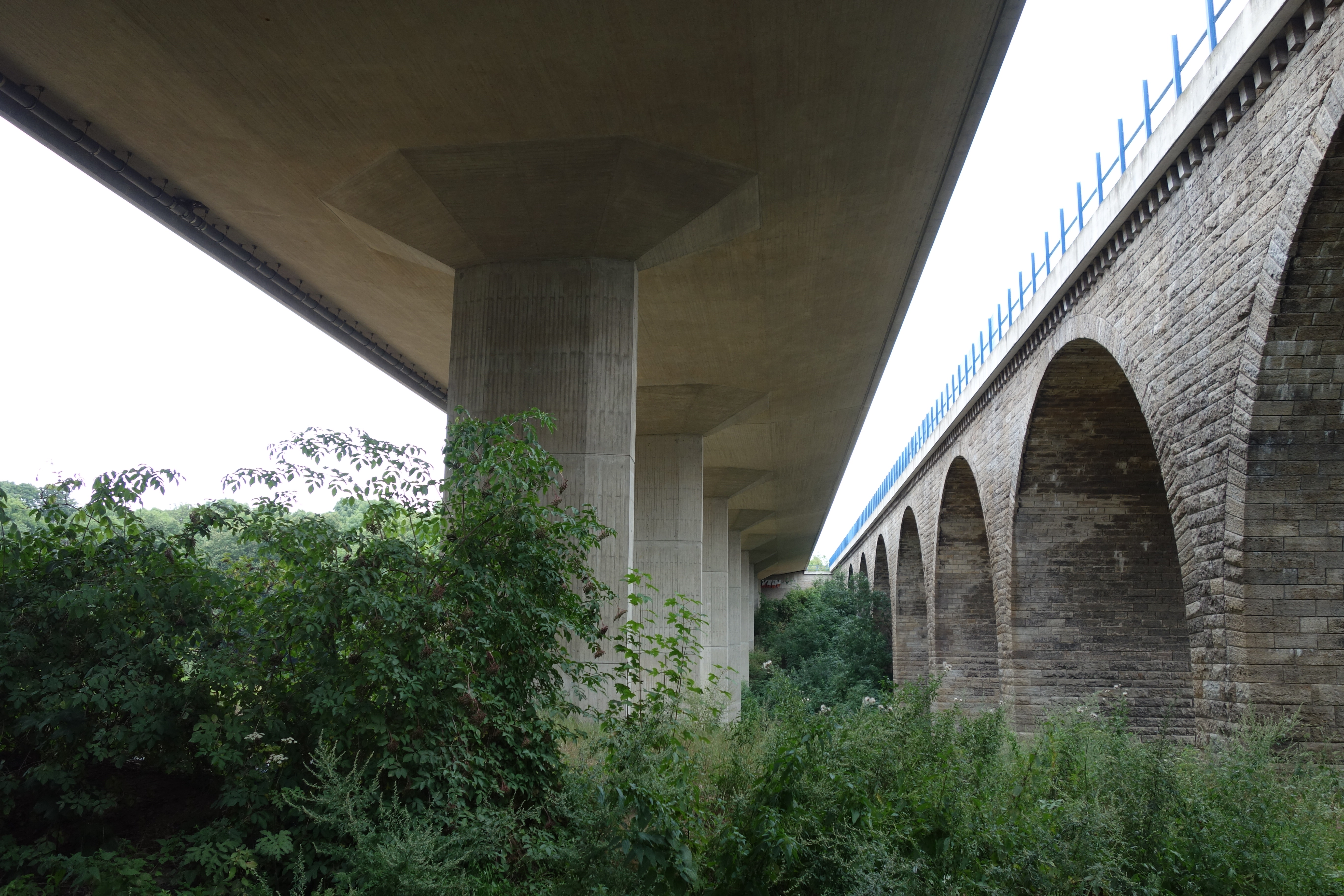
Sicht von unterhalb der modernen Brücke

Durch den Fall des Eisernen Vorhanges im November 1989 stieg die Verkehrsbelastung auf der BAB 2 als wichtige Ost-West-Verbindung für den straßengebundenen Personen- und Güterverkehr immer mehr an. Auch wegen der Weltausstellung Expo 2000 in Hannover sollte die Autobahn ausgebaut werden.  
Da die Brücke im Zuge des Ausbaues der BAB 2 und den Auflagen des Denkmalschutzes nicht in dem Umfange verändert werden durfte, wie es die vorgesehene sechsspurige Erweiterung erfordert hätte, entschied man sich neben der ursprünglich 202,5 m langen Brücke auf der Nordseite eine zweite 235,50 m lange Brücke aus Stahlbeton zu errichten. Diese besteht aus insgesamt 11 Brückenfeldern, wobei darauf geachtet wurde, dass die Pfeiler im Mittelbereich hinter denen der alten Brücke verschwanden. Schwierigkeiten bereitet der quellendurchsetzte weiche Untergrund im Bereich der neuen Brücke, welcher eine Pfahlgründung mit bis zu 33 m langen Pfählen für das westliche Widerlager erforderlich machte. Beide Brücken wurden aus Gründen des Lärmschutzes mit transparenten Lärmschutzwänden versehen. Der Abstand der beiden Brückenbauwerke beträgt rund 4 m.
Die Fahrspuren in Richtung Hannover werden über die historische Brücke geführt, während die Fahrspuren Richtung Ruhrgebiet auf die neue Brücke verlegt wurden.